# Юлушево
Юлу́шево (рос. Юлушево, башк. Юлыш) — присілок (у минулому селище) у складі Уфимського району Башкортостану, Росія. Входить до складу Кармасанської сільської ради.
Населення — 87 осіб (2010; 68 у 2002).
Національний склад:
- татари — 66 %
- башкири — 30 %